# Joseph Schleimer
Joseph Schleimer, né le 31 mai 1909 à Mississauga et mort le 23 novembre 1988, est un lutteur canadien spécialiste de la lutte libre.

## Carrière
Joseph Schleimer participe aux Jeux olympiques d'été de 1936 à Berlin et remporte la médaille de bronze dans la catégorie de poids mi-moyens.